# Барон Хенникер

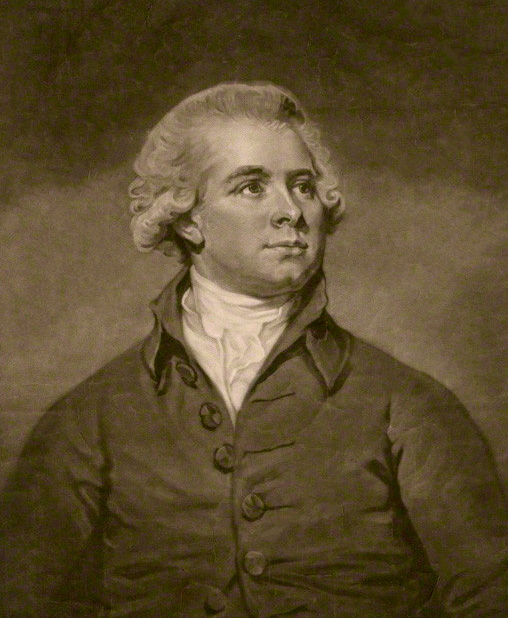
Джон Хенникер-Мейджор, 2-й барон Хенникер (1752—1821)

Барон Хенникер из Стратфорд-он-Слейни в графстве Уиклоу — наследственный титул в системе Пэрства Ирландии. Он был создан 31 июля 1800 года для сэра Джона Хенникера, 2-го баронета (1724—1803), который ранее представлял в Палате общин Великобритании Садбери (1761—1768) и Дувр (1774—1784). Его сын, Джон Хенникер, 2-й барон Хенникер (1752—1821), заседал в Палате общин от Нью Ромни (1795—1790), Стейнинга (1794—1801, 1801—1802), Ратленда (1805—1812) и Стамфорда (1812—1818). В 1792 году он получил королевское разрешение на дополнительную фамилию «Мейджор», которую носил его дед по материнской линии. 2-й барон был бездетным и его преемником стал его племянник, Джон Минет Хенникер-Майджор, 3-й барон Хенникер (1777—1832). Он принял дополнительную фамилию «Мейджор» в 1822 году. Его сын, Джон Хенникер-Мейджор, 4-й барон Хенникер (1801—1870), был депутатом Палаты общин от Восточного Саффолка (1832—1846, 1856) и главным шерифом Саффолка (1849, 1853). В 1866 году для него был создан титул барона Хартсмера из Хартсмера в графстве Саффолк (Пэрство Соединённого королевства). Этот титул давал ему и его потомкам автоматическое место в Палате лордов Великобритании. Его преемником стал его сын, Джон Хенникер-Мейджор, 5-й барон Хенникер (1842—1902). Он был депутатом Палаты общин от Восточного Саффолка (1866—1870), занимал должности лорда в ожидании в консервативных правительствах Бенджамина Дизраэли и лорда Солсбери (1877—1880, 1885—1886,и 1886—1892, 1895), а также служил вице-губернатором острова Мэн (1895—1902). Его внук, Джон Патрик Эдвард Чандос Хенникер-Мейджор, 8-й барон Хенникер (1916—2004), был дипломатом. Он занимал должности посла Великобритании в Иордании (1960—1962) и Дании (1962—1966). По состоянию на 2014 год носителем титула являлся сын последнего, Марк Иэн Филипп Чандос Хенникер-Мейджор, 9-й барон Хенникер (род. 1947), который стал преемником своего отца в 2004 году.
Титул баронета Уорлингворт Холла в графстве Саффолк (Баронетство Великобритании) был создан 15 июля 1765 года для Джона Мейджора (1698—1781), с правом наследования для вышеупомянутого Джона Хенникера, мужа его дочери Анны. Джон Мейджор заседал в Палате общин от Скарборо (1761—1768). Ему наследовал его зять, сэр Джон Хенникер, 2-й баронет (1724—1803), который был возведен в звание пэра Ирландии в 1800 году.
Генерал-лейтенант достопочтенный Бриджес Хенникер (1767—1816), младший сын первого барона Хенникера, в 1813 году получил титул баронета из Ньютон Холла в графстве Эссекс.
Город Хенникер, (штат Нью-Гемпшир, США) был назван в честь первого барона Хенникера.

## Баронеты Мейджор, затем Хенникер из Уорлингворт Холла (1765)
- 1765—1781: Сэр Джон Мейджор, 1-й баронет[англ.] (17 мая 1698 — 22 февраля 1781), сын Джона Мейджора (ум. 1709)[1]
- 1781—1803: Сэр Джон Хенникер, 2-й баронет[англ.] (15 июня 1724 — 18 апреля 1803), зять предыдущего, барон Хенникер с 1800 года[2].

## Бароны Хенникер из Стратфорд-он-Слейни (1800)
- 1800—1803: Джон Хенникер, 1-й барон Хенникер[англ.] (15 июня 1724 — 18 апреля 1803), сын Джона Хенникера (ум. 1749), муж Энн Мейджор (ум. 1792), старшей дочери сэра Джона Мейджора, 1-го баронета (1698—1781)[2]
- 1803—1821: Джон Хенникер-Мейджор, 2-й барон Хенникер[англ.] (19 апреля 1752 — 5 декабря 1821), старший сын предыдущего[3]
- 1821—1932: Джон Минет Хенникер-Мейджор, 3-й барон Хенникер (20 ноября 1777 — 22 июля 1832), старший сын Мейджор Хенникера (1755—1789), второго сына 1-го барона Хенникера, племянник предыдущего[4]
- 1832—1870: Джон Хенникер-Мейджор, 4-й барон Хенникер, 1-й барон Хартсмер[англ.] (3 февраля 1801 — 16 апреля 1870), старший сын предыдущего[5]
- 1870—1902: Джон Мейджор Хенникер-Мейджор, 5-й барон Хенникер, 2-й барон Хартсмер[англ.] (7 ноября 1842 — 27 июня 1902), старший сын предыдущего[6]
- 1902—1956: Подполковник Чарльз Генри Чандос Хенникер-Мейджор, 6-й барон Хенникер, 3-й барон Хартсмер (25 января 1872 — 4 февраля 1956), третий сын предыдущего[7]
- 1956—1980: Джон Эрнест де Грей Хенникер-Мейджор, 7-й барон Хенникер, 4-й барон Хартсмер (18 января 1883 — 9 февраля 1980), шестой сын 5-го барона Хенникера, младший брат предыдущего[8]
- 1980—2004: Майор Джон Патрик Эдвард Чандос Хенникер-Мейджор, 8-й барон Хенникер, 5-й барон Хартсмер[англ.] (19 февраля 1916 — 29 апреля 2004), старший сын предыдущего[9]
- 2004 — настоящее время: Марк Иэн Филип Чандос Хенникер-Мейджор, 9-й барон Хенникер, 6-й барон Хартсмер (род. 29 сентября 1947), старший сын предыдущего[10]
  - Наследник титула: достопочтенный Эдвард Джордж Мейджор Хенникер-Мейджор (род. 22 апреля 1985), второй (младший) сын предыдущего[11].